# غلين أندرسون (سياسي)
غلين أندرسون (بالإنجليزية: Glenn Anderson) هو سياسي أمريكي، ولد في 24 مارس 1958. حزبياً، نشط في الحزب الجمهوري. وقد انتخب عضو مجلس نواب واشنطن.